# スバルナ・プラバー・デビー
スバルナ・プラバー・デビー（Subarna Prabha Devi, 1779年 - 没年不詳）は、ネパール王国の君主ラナ・バハドゥル・シャハの第二正妃。

## 生涯
1793年以前、ネパール王ラナ・バハドゥル・シャハと結婚した。
1799年、ラナ・バハドゥルは溺愛した内妃カンティワティー・デビーとの間に生まれた庶子ギルバン・ユッダ・ビクラム・シャハに王位を譲った。だが、これはスバルナ・プラバーとの間に生まれた嫡子ラノディヨート・ビクラム・シャハを差し置いての譲位であった。だが、ラナ・バハドゥルは重臣ら95名に譲位を認める起請文を書かせたうえ、その戴冠式にはパルパ王プリトヴィーパーラ・セーナも招待させるなどし、この譲位を認めさせた。
譲位後、ラナ・バハドゥルは第一正妃ラージ・ラジェシュワリー・デビーを摂政に任じ、愛妃カンティワティーとともにデウパタンへと移った。
その後、ラナ・バハドゥルがダモダル・パンデとの対立でヴァーラーナシーへ赴くと、ラージ・ラジェシュワリーもそれに合流した。そのため、第二正妃のスバルナ・プラバー・デビーがダモダルによって、新たな摂政につけられた。
のち、ラナ・バハドゥルはラージ・ラジェシュワリーをカトマンズに送り返し、自身もビムセン・タパの助力でカトマンズに戻った。これにより、スバルナ・プラバーはラージ・ラジェシュワリーに摂政を交代した。